# 8. poprawka do Konstytucji Stanów Zjednoczonych

Rękopis Karty Praw Stanów Zjednoczonych Ameryki

8. poprawka do Konstytucji Stanów Zjednoczonych – uchwalona w ramach Karty Praw Stanów Zjednoczonych Ameryki (pierwsze dziesięć poprawek do Konstytucji Stanów Zjednoczonych), weszła w życie 15 grudnia 1791 roku.

## Treść
Treść oryginalna:

Amendment VIII

Excessive bail shall not be required, nor excessive fines imposed, nor cruel and unusual punishments inflicted.

co można przetłumaczyć jako:

Poprawka VIII

Nie wolno żądać nadmiernych kaucji ani wymierzać nadmiernych grzywien albo stosować kar okrutnych lub wymyślnych.